# Goera yajnadatta
Goera yajnadatta är en nattsländeart som beskrevs av Schmid 1991. Goera yajnadatta ingår i släktet Goera och familjen grusrörsnattsländor. Inga underarter finns listade i Catalogue of Life.